# Campeonato Mundial de Ciclismo em Estrada de 1929
Os Campeonatos do mundo de ciclismo em estrada de 1929 celebrou-se na localidade suíça de Zurique a 16 de agosto de 1929.

## Resultados
| Event                     | Ouro                     | Ouro       | Prata                       | Prata | Bronze               | Bronze |
| ------------------------- | ------------------------ | ---------- | --------------------------- | ----- | -------------------- | ------ |
| Provas masculinas         |                          |            |                             |       |                      |        |
| Homens - corrida em linha | Georges Ronsse · Bélgica | 6h 48' 05" | Nicolas Frantz · Luxemburgo | s.t.  | Alfredo Binda        | s.t.   |
| Amador - corrida em linha | Piero Bertolazzo         | 7h 20' 36" | Remo Bertoni                | -     | René Brossy · França | -      |